# Samostan sv. Stjepana pod borovima
Samostan sv. Stjepana pod borovima (lat. Sanctus Stephanus sub pinis ili de pinis), nekadašnji muški benediktinski samostan koji se u prošlosti nalazio izvan grada Splita, na poluotoku Sustipan. Izgrađen je nad ostacima rimske ranokršćanske bazilike. Iako izvan gradskih bedema, pripadao je gradu Splitu, a njegovi su redovnici i opati uživali osobit ugled i veliko poštovanje u gradu.

## Povijest
Samostan sv. Stjepana Prvomučenika (poznatiji kao samostan sv. Stjepana "pod borovima") spominje se prvi put u izvorima oko 1020. godine, no iz isprave se iščitava da je samostan postojao i u ranijim vremenima.
Ugledni Splićani su često darivali samostan i povlačili se u njega iz svjetovnog života. Oko 1060. godine postao je Črne, sin bivšeg splitskog priora Prestancija, redovnik tog samostana. U to vrijeme opat je bio sin priora Crnog, Dabro.
Godine 1069. darovao je hrvatski kralj Petar Krešimir IV. († 1074.), na zamolbu splitskog nadbiskupa Lovre († 1099.) i opata Gisilberta, samostanu sv. Stjepana mjesto za mlin blizu crkve sv. Petra na solinskom teritoriju.
Hrvatski vojvoda (dux) Stjepan († 1090./91.), nećak hrvatskog kralja Petra Krešimira IV., odrekao se prava na hrvatsko prijestolje u korist bana Zvonimira († 1089.) i povukao se 1078. godine u samostan sv. Stjepana na Sustipanu. Nakon smrti kralja Zvonimira, Stjepan je ipak stupio na hrvatsko prijestolje i tada je darovao samostanu kraljevski teritorij u Raduni.
Početkom 13. stoljeća splitski građani Rako i supruga mu Elizabeta darovali su marjansku crkvu sv. Nikole na Gori opatu Bogdanu te je ona do raspuštanja samostana dio benediktinskog posjeda.
Od 14. stoljeća samostan je povremeno davan na uživanje (komendu) pojedinim klericima. Godine 1445. dao je papa opatiju splitskom nadbiskupu Lovri koji je popravio samostan i samostansku kuću uz crkvu sv. Mihovila na splitskoj obali. Međutim, u to vrijeme u samostan u nije više bilo redovnika i otada je samostan služio kao komenda. Ti komendatori imali su ponekad i naslov opata sv. Stjepana. Zadnji je bio neki svećenik Bonerio koji je umro 1700. godine i tada je cjelokupnu imovinu samostana preuzelo novo nadbiskupsko sjemenište.
Godine 1814. je na mjestu zapuštenog i urušenog samostana sagrađena župna crkva sv. Stjepana Prvomučenika, u čije su dijelove ugrađene spolije iz propalog benediktinskog samostana. Godine 1820. ustupilo je Nadbiskupsko sjemenište samostan i poluotočić splitskoj općini, koja je porušila ostatke samostana oko nove crkvice i izgradila gradsko groblje.